# Elbridge Colby

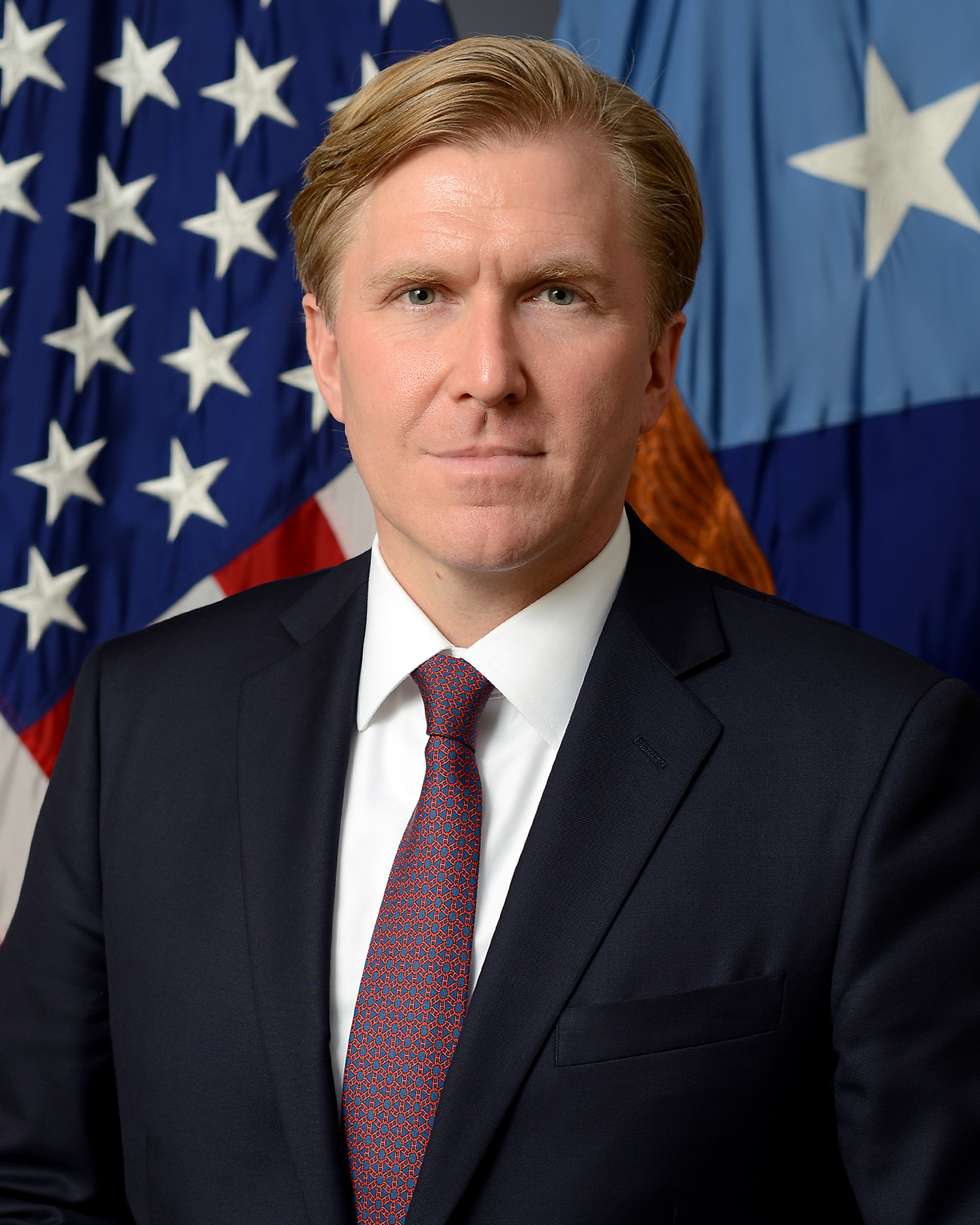
Porträt von Elbridge Colby

Elbridge A. Colby (* 30. Dezember 1979) ist ein US-amerikanischer Experte für nationale Sicherheitspolitik, der von 2017 bis 2018 während der Trump-Regierung als stellvertretender Verteidigungsminister für Strategie und Streitkräfteentwicklung tätig war. Er leitete die Entwicklung und Einführung der Nationalen Verteidigungsstrategie der USA von 2018, die unter anderem den Fokus des Verteidigungsministeriums auf die Herausforderungen durch den Aufstieg der Volksrepublik China verlagerte. Durch diese Positionierung galt seine Wiederberufung Anfang 2025 als umstritten.
Im Juni 2018 wurde Colby zum Direktor des Verteidigungsprogramms am Center for a New American Security (CNAS) ernannt. Im Jahr 2019 gründete er zusammen mit Wess Mitchell die Marathon Initiative.
Seit dem 15. April 2025 is er Unterstaatssekretär für Verteidigungspolitik der Vereinigten Staaten von Amerika.

## Leben
Colby absolvierte das Harvard College im Jahr 2002 und die Yale Law School 2009.
Zu Beginn seiner Laufbahn war er mehr als fünf Jahre im Verteidigungsministerium, im Außenministerium und im Nachrichtendienst tätig, unter anderem 2003 bei der Koalitions-Übergangsverwaltung im Irak. Colby diente auch im Büro des Direktors des Nationalen Nachrichtendienstes während dessen Aufbau von 2005 bis 2006.
Von 2010 bis 2013 war Colby Chefanalyst und Bereichsleiter für globale strategische Angelegenheiten am Center for Naval Analyses (CNA), einer staatlich finanzierten gemeinnützigen Forschungs- und Analyseorganisation. Von 2014 bis 2017 war Colby Fellow von Robert Gates am CNAS.
Im Mai 2017 wurde Colby zum stellvertretenden Verteidigungsminister für Strategie und Streitkräfteentwicklung ernannt. Diese Funktion hatte er bis 2018 inne. Colby war für die Verteidigungsstrategie, die Streitkräfteentwicklung und die strategische Analyse für die Politik des Verteidigungsministers verantwortlich. Colby war der wichtigste Vertreter des Verteidigungsministeriums bei der Entwicklung der nationalen Sicherheitsstrategie 2017.
Während seiner Zeit als stellvertretender Verteidigungsminister war Colby federführend an der Entwicklung und Einführung der strategischen Planungsrichtlinien des Ministeriums beteiligt. Die 2018 veröffentlichte Nationale Sicherheitsstrategie postulierte: „Der zwischenstaatliche strategische Wettbewerb, nicht der Terrorismus, ist jetzt das Hauptanliegen der nationalen Sicherheit der Vereinigten Staaten“, und „die zentrale Herausforderung für den Wohlstand und die Sicherheit der USA ist das Wiederaufleben des langfristigen strategischen Wettbewerbs“, vor allem durch China und Russland. Weiter sagte Colby, die „zentrale Herausforderung für das Verteidigungsministerium und die Streitkräfte [sei] die Erosion des militärischen Vorteils der Vereinigten Staaten gegenüber China und Russland“.
Wie Politico berichtet, sah sich Colby bei der Neuausrichtung der amerikanischen Verteidigungsressourcen weg vom Nahen Osten und hin zu China mit erheblichen bürokratischen Querelen seitens des United States Central Command und des Generalstabs konfrontiert, erhielt aber Unterstützung von der Luftwaffe und der Marine.
Nach seinem Ausscheiden aus dem Verteidigungsministerium 2018 kehrte Colby zum Center for a New American Security zurück, wo er bis 2019 weiter an Verteidigungsfragen arbeitete. Danach gründete er die Marathon-Initiative, eine Denkfabrik, die sich mit der Entwicklung von Strategien für die Vereinigten Staaten im Wettbewerb mit globalen Konkurrenten befasst.
Im Jahr 2021 erweiterte Colby seine Ansichten in seinem ersten Buch The Strategy of Denial: American Defense in an Age of Great Power Conflict, das vom Wall Street Journal zu einem der zehn besten Bücher des Jahres 2021 gekürt wurde.
In jüngster Zeit hat Colby trotz der Herausforderung durch ein wieder erstarktes Russland weiterhin öffentlich erklärt, die größte Herausforderung für die Vereinigten Staaten sei China: „[W]ir müssen uns absolut im Klaren sein: Die größte externe Bedrohung für Amerika ist ohne Frage China – bei weitem.“ Colby fährt fort, dass diese Tatsache zwangsläufig bedeutet, dass die Vereinigten Staaten ihre Aufmerksamkeit und Ressourcen vorrangig auf China richten müssen, auch zum Nachteil der Ukraine.
Am 22. Dezember 2024 nominierte der designierte Präsident Trump Colby zum Unterstaatssekretär für Verteidigungspolitik für seine zweite Amtszeit als Präsident. Colbys Nominierung wurde am 8. April 2025 durch eine Senatsabstimmung mit 54 zu 45 Stimmen bestätigt. Er trat sein Amt am 15. April 2025 an. Schon Anfang Juli soll er Hintergrundberichten zufolge maßgeblich für die überraschende Entscheidung von Verteidigungsminister Pete Hegseth verantwortlich gewesen sein, einen sofortigen Lieferstopp für bereits unter der Biden-Administration zugesagte und in Polen bereitstehende Luftabwehrraketen für die Verteidigung der Ukraine zu verhängen.

## Veröffentlichungen
- Elbridge A. Colby: The Strategy of Denial: American Defense in an Age of Great Power Conflict. Yale University Press, 2021, ISBN 978-0-300-25643-7 (amerikanisches Englisch).